# 羽後境駅
羽後境駅（うごさかいえき）は、秋田県大仙市協和境字野田にある、東日本旅客鉄道（JR東日本）奥羽本線の駅である。

## 歴史
- 1904年（明治37年）8月21日：国有鉄道の境駅（さかいえき）として仙北郡荒川村に開業[2]。
- 1907年（明治40年）12月1日：境電信取扱所を開設[3]。公衆電報の取り扱いを開始。
- 1919年（大正8年）7月1日：羽後境駅に改称。駅名の重複を解消するためであり、同じ日にはそれまで当駅と同名を称していた2か所の「境駅」もそろって駅名を変えている（それぞれ境港駅、武蔵境駅に改称）[4][5]。
- 1928年（昭和3年）2月11日：羽後境電信取扱所を廃止。取扱事務を境郵便局に継承[6]。
- 1975年（昭和50年）9月10日：貨物の取り扱いを廃止[2]。
- 1985年（昭和60年）3月14日：荷物の扱いを廃止[2]。
- 1986年（昭和61年）3月1日：駅員無配置駅[7]（簡易委託化）となる。
- 1987年（昭和62年）4月1日：国鉄分割民営化により、JR東日本の駅となる[2]。
- 2002年（平成14年）12月1日：秋田新幹線の副本線（交換設備）の使用を開始。
- 2004年（平成16年）2月25日：現在の駅舎に改築[8]。
- 2024年（令和6年）10月1日：えきねっとQチケのサービスを開始[1][9]。

## 駅構造
島式ホーム1面2線を持つ地上駅である。2番線の奥に秋田新幹線の本線と副線があり、当駅で列車の行き違いを行うことがある。
大曲駅管理の簡易委託駅（大仙市委託）である。駅舎は、近くにある「まほろば唐松」の能楽堂をイメージした木造平屋建てである。

### のりば
| 番線 | 路線      | 方向 | 行先           |
| ---- | --------- | ---- | -------------- |
| 1    | ■奥羽本線 | 下り | 秋田方面       |
| 2    | ■奥羽本線 | 上り | 大曲・湯沢方面 |

- 当駅始発の秋田行きの列車が設定されている。

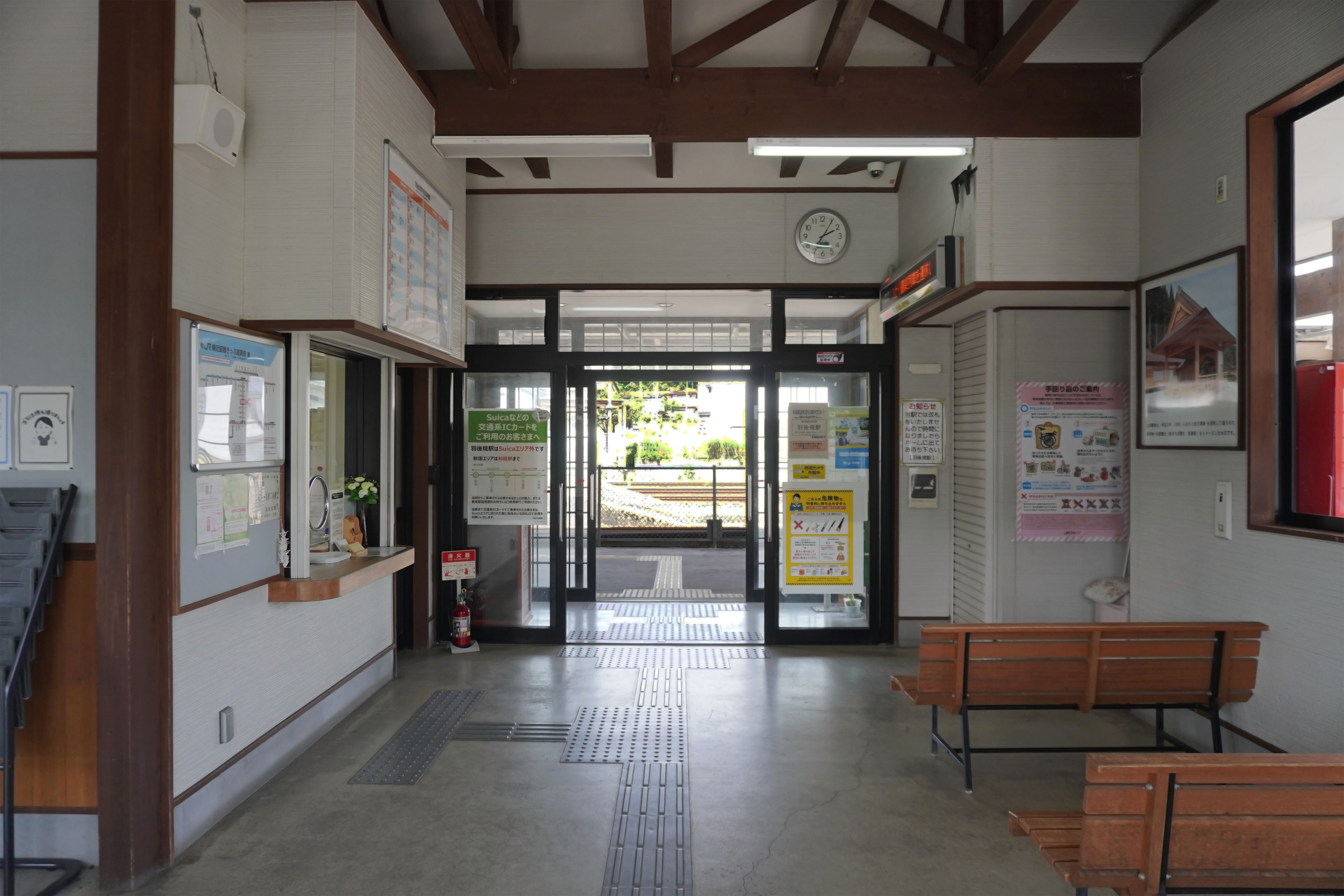
駅舎内（2024年6月）
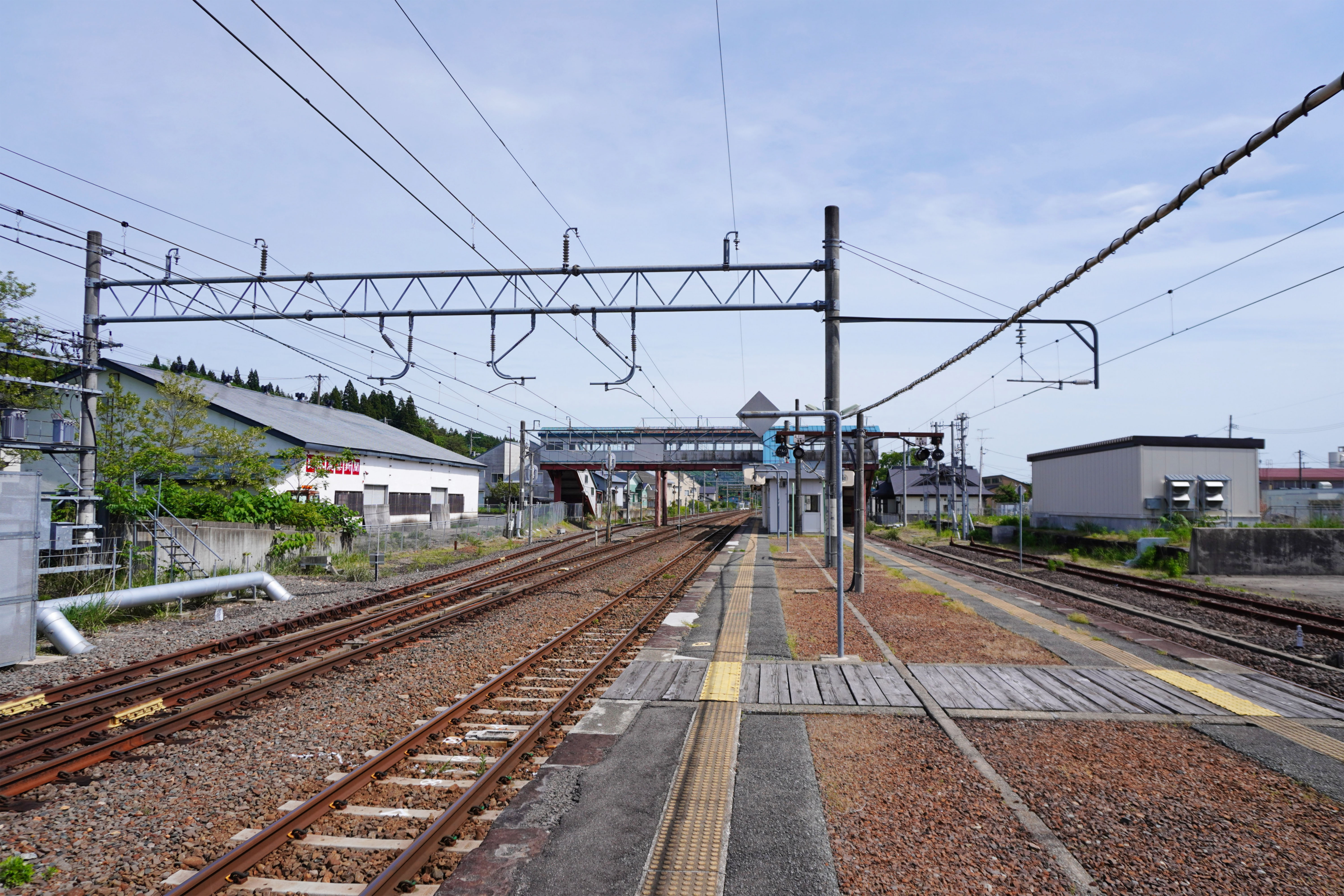
ホーム（2024年5月）

## 利用状況
JR東日本によると、2023年度（令和5年度）の1日平均乗車人員は137人である。
2000年度（平成12年度）以降の推移は以下のとおりである。
| 1日平均乗車人員推移 | 1日平均乗車人員推移 | 1日平均乗車人員推移 | 1日平均乗車人員推移 | 1日平均乗車人員推移 |
| 年度                | 定期外              | 定期                | 合計                | 出典                |
| ------------------- | ------------------- | ------------------- | ------------------- | ------------------- |
| 2000年（平成12年）  |                     |                     | 340                 | [ 利用客数 2 ]      |
| 2001年（平成13年）  |                     |                     | 351                 | [ 利用客数 3 ]      |
| 2002年（平成14年）  |                     |                     | 326                 | [ 利用客数 4 ]      |
| 2003年（平成15年）  |                     |                     | 322                 | [ 利用客数 5 ]      |
| 2004年（平成16年）  |                     |                     | 309                 | [ 利用客数 6 ]      |
| 2005年（平成17年）  |                     |                     | 299                 | [ 利用客数 7 ]      |
| 2006年（平成18年）  |                     |                     | 294                 | [ 利用客数 8 ]      |
| 2007年（平成19年）  |                     |                     | 294                 | [ 利用客数 9 ]      |
| 2008年（平成20年）  |                     |                     | 277                 | [ 利用客数 10 ]     |
| 2009年（平成21年）  |                     |                     | 267                 | [ 利用客数 11 ]     |
| 2010年（平成22年）  |                     |                     | 266                 | [ 利用客数 12 ]     |
| 2011年（平成23年）  |                     |                     | 258                 | [ 利用客数 13 ]     |
| 2012年（平成24年）  | 48                  | 201                 | 249                 | [ 利用客数 14 ]     |
| 2013年（平成25年）  | 45                  | 206                 | 252                 | [ 利用客数 15 ]     |
| 2014年（平成26年）  | 43                  | 196                 | 240                 | [ 利用客数 16 ]     |
| 2015年（平成27年）  | 43                  | 193                 | 237                 | [ 利用客数 17 ]     |
| 2016年（平成28年）  | 42                  | 165                 | 208                 | [ 利用客数 18 ]     |
| 2017年（平成29年）  | 40                  | 161                 | 201                 | [ 利用客数 19 ]     |
| 2018年（平成30年）  | 40                  | 157                 | 197                 | [ 利用客数 20 ]     |
| 2019年（令和元年）  | 47                  | 154                 | 202                 | [ 利用客数 21 ]     |
| 2020年（令和02年）  | 24                  | 133                 | 158                 | [ 利用客数 22 ]     |
| 2021年（令和03年）  | 24                  | 120                 | 145                 | [ 利用客数 23 ]     |
| 2022年（令和04年）  | 25                  | 116                 | 142                 | [ 利用客数 24 ]     |
| 2023年（令和05年）  | 24                  | 112                 | 137                 | [ 利用客数 1 ]      |

## 駅周辺
- 大仙市協和総合支所（旧・協和町役場）
- 協和郵便局
- 大仙市立協和図書館
- 大仙市協和市民センター（和ピア）
- サン・スポーツランド協和野球場
- 秋田県道176号羽後境停車場線
- 国道13号
- 羽後信用金庫協和支店
- 秋田おばこ農業協同組合協和支店
- 羽後交通「境駅前」停留所

## 隣の駅
東日本旅客鉄道（JR東日本）
■奥羽本線
□快速
通過
■普通
峰吉川駅 - 羽後境駅 - 大張野駅

### 記事本文
1. 1 2 3 4  「駅の情報（羽後境駅）：JR東日本」東日本旅客鉄道。2024年8月26日時点のオリジナルよりアーカイブ。2024年9月6日閲覧。
2. 1 2 3 4 5  石野哲（編）『停車場変遷大事典 国鉄・JR編 Ⅱ』（初版）JTB、1998年10月1日、534頁。ISBN 978-4-533-02980-6。
3. ↑  明治40年逓信省告示第764号（明治40年11月27日付官報第7325号掲載）
4. ↑  「告示 鐵道院 第27号 改稱停車場名」『官報 1919年05月28日』1919年5月28日、692頁。doi:10.11501/2954157。
5. ↑  今尾恵介『日本全国駅名めぐり』日本加除出版、2018年、123-124頁。ISBN 978-4-8178-4482-8。
6. ↑  昭和3年逓信省告示第329号（昭和3年2月10日付官報第334号掲載）
7. ↑  「「通報」奥羽本線羽後境駅の駅員無配置について（旅客局）」『鉄道公報』日本国有鉄道総裁室文書課、1986年2月28日、7面。
8. 1 2  「奥羽線羽後境駅を改装 地元産の杉を使用」『交通新聞』交通新聞社、2004年3月2日、3面。
9. ↑  「Suicaエリア外もチケットレスで! 東北エリアから「えきねっとQチケ」がはじまります (PDF)」（プレスリリース）、東日本旅客鉄道、2024年7月11日。2024年8月4日閲覧。
10. 1 2  「JR東日本：駅構内図・バリアフリー情報（羽後境駅）」東日本旅客鉄道。2024年4月29日閲覧。

### 利用状況
1. 1 2  「各駅の乗車人員 2023年度 101位以下（7）| 企業サイト：JR東日本」東日本旅客鉄道。2025年7月17日閲覧。
2. ↑  「JR東日本：各駅の乗車人員（2000年度）」東日本旅客鉄道。2025年7月17日閲覧。
3. ↑  「JR東日本：各駅の乗車人員（2001年度）」東日本旅客鉄道。2025年7月17日閲覧。
4. ↑  「JR東日本：各駅の乗車人員（2002年度）」東日本旅客鉄道。2025年7月17日閲覧。
5. ↑  「JR東日本：各駅の乗車人員（2003年度）」東日本旅客鉄道。2025年7月17日閲覧。
6. ↑  「JR東日本：各駅の乗車人員（2004年度）」東日本旅客鉄道。2025年7月17日閲覧。
7. ↑  「JR東日本：各駅の乗車人員（2005年度）」東日本旅客鉄道。2025年7月17日閲覧。
8. ↑  「JR東日本：各駅の乗車人員（2006年度）」東日本旅客鉄道。2025年7月17日閲覧。
9. ↑  「JR東日本：各駅の乗車人員（2007年度）」東日本旅客鉄道。2025年7月17日閲覧。
10. ↑  「JR東日本：各駅の乗車人員（2008年度）」東日本旅客鉄道。2025年7月17日閲覧。
11. ↑  「JR東日本：各駅の乗車人員（2009年度）」東日本旅客鉄道。2025年7月17日閲覧。
12. ↑  「JR東日本：各駅の乗車人員（2010年度）」東日本旅客鉄道。2025年7月17日閲覧。
13. ↑  「JR東日本：各駅の乗車人員（2011年度）」東日本旅客鉄道。2025年7月17日閲覧。
14. ↑  「JR東日本：各駅の乗車人員（2012年度）」東日本旅客鉄道。2025年7月17日閲覧。
15. ↑  「各駅の乗車人員 2013年度 ベスト100以外（8）：JR東日本」東日本旅客鉄道。2025年7月17日閲覧。
16. ↑  「各駅の乗車人員 2014年度 ベスト100以外（8）：JR東日本」東日本旅客鉄道。2025年7月17日閲覧。
17. ↑  「各駅の乗車人員 2015年度 ベスト100以外（8）：JR東日本」東日本旅客鉄道。2025年7月17日閲覧。
18. ↑  「各駅の乗車人員 2016年度 ベスト100以外（8）：JR東日本」東日本旅客鉄道。2025年7月17日閲覧。
19. ↑  「各駅の乗車人員 2017年度 ベスト100以外（8）：JR東日本」東日本旅客鉄道。2025年7月17日閲覧。
20. ↑  「各駅の乗車人員 2018年度 ベスト100以外（8）：JR東日本」東日本旅客鉄道。2025年7月17日閲覧。
21. ↑  「各駅の乗車人員 2019年度 ベスト100以外（7）：JR東日本」東日本旅客鉄道。2025年7月17日閲覧。
22. ↑  「各駅の乗車人員 2020年度 101位以下（7）| 企業サイト：JR東日本」東日本旅客鉄道。2025年7月17日閲覧。
23. ↑  「各駅の乗車人員 2021年度 101位以下（7）| 企業サイト：JR東日本」東日本旅客鉄道。2025年7月17日閲覧。
24. ↑  「各駅の乗車人員 2022年度 101位以下（7）| 企業サイト：JR東日本」東日本旅客鉄道。2025年7月17日閲覧。